# Haakon VII (navire)

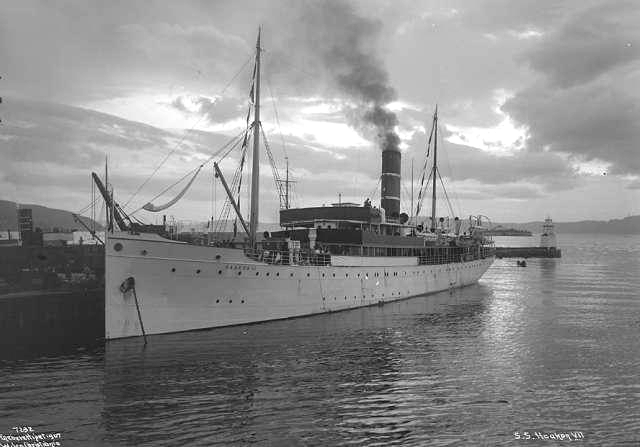
Haakon VII

Le Haakon VII est un navire de transport de passagers de la compagnie maritime norvégienne Det Nordenfjeldske Dampskibsselskab (NFDS), mis en service en 1907 et utilisé entre la Norvège et l'Angleterre. Le 6 octobre 1929, le Haakon VII coule au sud de Florø dans une forte tempête. 18 des 74 personnes à bord perdent la vie.

## Le navire

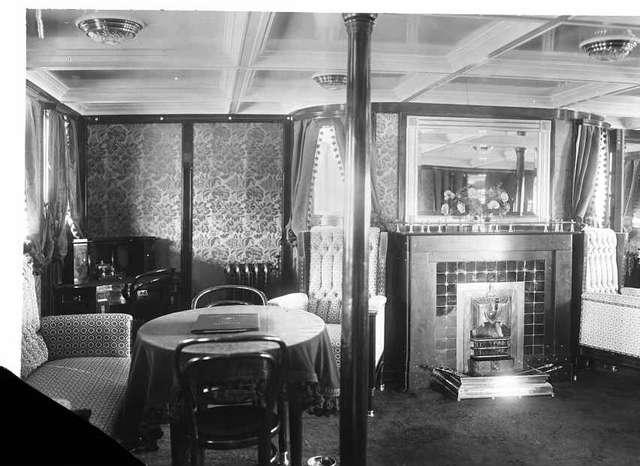
Le salon de lecture du Haakon VII

Le navire à vapeur Haakon VII, d'une capacité de 1 347 tjb, est construit au chantier naval Trondheim Mekaniske Verksted (TMV) à Trondheim pour le compte de Det Nordenfjeldske Dampskibsselskab, également basé à Trondheim. Le chantier naval, fondé en 1872, était l'un des plus importants de la ville. La construction a couté 750 000 couronnes norvégiennes selon la valeur monétaire de l'époque. La coque en acier était longue de 76,3 mètres, large de 10,1 mètres et avait un tirant d'eau maximum de 6,6 mètres. Le navire était propulsé par une machine à vapeur à triple expansion fonctionnant avec une seule hélice, permettant une vitesse de 14,5 nœuds.
Le Haakon VII, du nom de Haakon VII, roi de Norvège de 1905 à 1957, est utilisé pour le service de sa compagnie maritime en Angleterre, naviguant sur la route de Trondheim à Newcastle via Bergen et Stavanger. Ce navire a l'autorisation de transporter 150 passagers sur des voyages longue distance, 532 passagers sur des voyages courte distance et 918 passagers sur des voyages dans les eaux côtières. Lorsqu'il entre en service en 1907, le Haakon VII est l'un des navires les plus grands et les plus rapides de Norvège. Ce n'est qu'en 1925 que le Dronning Maud le remplace comme le plus grand navire. Le 7 mai 1907, il navigue pour la première fois de Trondheim à Oslo, et le 23 mai, il entame sa première traversée vers l'Angleterre. En 1912, le pont promenade est agrandi par Ørens Mekaniske Verksted à Trondheim.
Après le début de la Première Guerre mondiale, l'été 1914, le navire ne fait plus les trajets vers l'Angleterre, mais il reprend rapidement. Le 10 avril 1916, le Haakon VII est torpillé par un sous-marin allemand, mais n'est pas touché. En 1917 et 1918, le bateau à vapeur est mis hors service. Ce n'est qu'après l'armistice de novembre 1918 que le Haakon VII reprend la route de l'Angleterre. Après la Première Guerre mondiale, le Det Nordenfjeldske Dampskibsselskab a fait face à des problèmes économiques et réduit ses activités de transport maritime. En octobre 1921, le service de passagers vers la Grande-Bretagne est interrompu et le Haakon VII est relancé. En 1922 et 1923, le navire transporte des passagers pour d'autres voyages pendant la saison estivale.
Après la perte du navire à vapeur Haakon Jarl, qui coule le 17 juin 1924 à la suite d'une collision dans le Vestfjord, le Haakon VII reprend son service complet. En novembre 1924, il vient au secours du Rana, qui s’était échoué au large de Sør-Trøndelag, et l'emmène à Trondheim. En mars 1925, il entre en collision avec un autre navire à vapeur qui se trouvait sur le quai de Molde.

## Le naufrage
Dans la soirée du 6 octobre 1929, le Haakon VII fait route vers le sud, de Bergen à Florø, la ville la plus occidentale de Norvège. Il y a à bord 74 passagers et membres d'équipage. C'est une nuit avec de fortes pluies et des vents forts du sud-sud-est. Le capitaine et deux pilotes se trouvaient sur la passerelle à ce moment-là ; néanmoins, le navire dévie de sa route pendant la tempête.
À 22 h 30, le navire s'échoue à pleine vitesse sur la côte de Sogn og Fjordane. La proue du navire tourne vers la terre et  le Haakon VII prend une forte gîte sur tribord. La poupe est rapidement submergée, tandis que le navire se déplace de plus en plus sur le côté. 56 personnes se réfugient sur le gaillard d'avant et passent la nuit sur un petit skerry jusqu'à ce qu'elles soient retrouvées le matin du 7 octobre et emmenées à Florø.

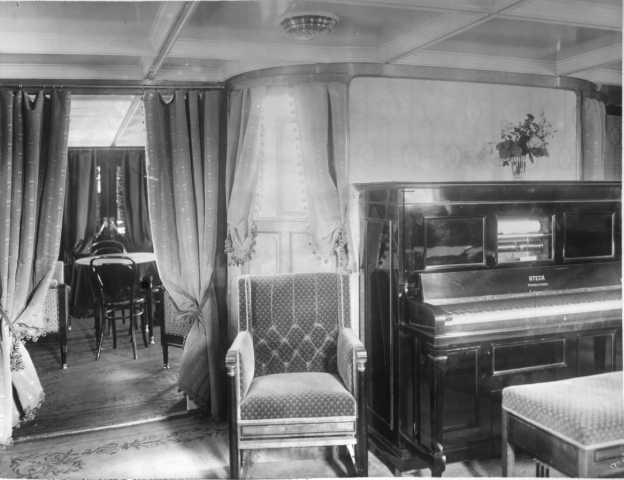
Le salon des dames

Neuf passagers et neuf membres d'équipage perdent la vie lors du naufrage du Haakon VII. Le maître d'équipage survivant, Anders Andersen, reçoit la Medaljen for edel dåd (Prix pour acte noble/héroïque) pour avoir permis le sauvetage des passagers. L'épave du Haakon VII est remorquée à Bergen puis inspectée. En août 1930,l'épave est vendue à la Stavanger Skibs-Ophugnings Co. AS à Stavanger pour être démolie et mise au rebut la même année.

## Référence
- (de) Cet article est partiellement ou en totalité issu de l’article de Wikipédia en allemand intitulé « Haakon VII (Schiff) » (voir la liste des auteurs).

1. ↑  (no) « Historien Haakon VII », sur Internet Archive
2. ↑  « hrt13haakonvii - mmikebententerprises », sur sites.google.com (consulté le 26 janvier 2021)